# Ocell sol
L'ocell sol (Eurypyga helias) és una espècie d'ocell de l'ordre Eurypygiformes propi les zones tropicals d'Amèrica. La seva aparença és similar a la dels bitons del gènere Botaurus, però pertanyen a una altra família, ja que és l'únic membre de la família dels euripígids (Eurypygidae o Eurypigidae). L'ocell sol es troba habitualment prop de corrents fluvials forestals o vores, a altituds de fins a 900 m, a l'àrea neotropical.

## Taxonomia
Normalment, l'ocell sol és situat en l'ordre dels gruïformes (Gruiformes), però de vegades es considera una classificació provisional. En alguns aspectes de la seva morfologia, aquesta espècie se sembla als ardèids (Ardeidae), però això sembla producte d'un cas de convergència evolutiva, causada per una forma de vida similar. Per altra part, aquest ocell és molt més semblant a un altre ocell enigmàtic situat provisionalment en els gruïformes, el kagú (Rhynochetos jubatus). Estudis moleculars (p. ex., Fain et Hounde, 2004) semblen confirmar que el kagú i l'ocell sol són els parents més pròxims que tenen cada una de les dues espècies. Probablement, no són gruiformes (malgrat que Metaves recolza aquesta postura). Sembla que les dues espècies formen un llinatge menor procedent de Gondwana, que potser inclouria també els extints Aptornithidae i els mesitornis (família Mesitornithidae), amb una relació confusa amb els gruïformes.
Modernament, s'ha creat per al kagú i l'ocell sol l'ordre dels euripigiformes (Eurypygiformes).
Els estudis amb ADN confirmen que el bitó del sol i el kagú són parents propers, però el més desconcertant és que els mateixos estudis els apropen als falciots, enganyapastors i colibrís.

## Morfologia
L'ocell té una coloració poc cridanera, amb un llistat fi en negre, gris i marró. És de mitjana grandària, fent 43 – 48 cm de llarg. Pesa uns 250 grams. Té el bec llarg, color taronja amb negre en la base. Les seves ales, però, estan acolorides i amb aquestes desplegades mostren uns dibuixos circulars vistosos en roig, groc i negre. Aquestes grans taques són mostrades als seus semblants en la parada nupcial, com a demostració d'amenaça o per a esglaiar potencials depredadors.

## Ecologia
Cacen peixos i altres vertebrats petits a la manera dels martinets. Fan els nius als arbres i ponen dos ous amb marques rogenques. El jove és precoç, però roman al niu diverses setmanes després de la incubació.